# 大新宿区の歌
『大新宿区の歌』（だいしんじゅくくのうた）は、東京都新宿区の特別区歌である。服部嘉香作詞・平岡均之作曲。

## 解説
1949年（昭和24年）、東京都の23特別区において最初に制定された区歌である。戦時下の東京都制を経て1947年（昭和22年）に牛込区、四谷区、淀橋区の3区合併により成立した経緯を「大新宿区」と表現し、占領下で副都心の指定を受けて再開発の途上にある新宿の情景を反映した1番の「ビジネスセンター」や3番の「春めく繁華街」、4番の「御苑 外苑 学園ならぶ」などの歌詞が特徴だが、21世紀に入り制定から70年余りを経ても変わらず演奏され続けている。
新宿区役所では「新年賀詞交換会や区成立記念式典などで歌われている」としているのを始め、毎年6月に開催される「新宿合唱祭」の冒頭で斉唱が行われる。
区の公式サイト上で公開されている音源は、1976年（昭和51年）12月に収録された新宿混声合唱団の歌唱である。